# فوکودا، ناگاساکی
فوکودا، ناگاساکی (به لاتین: Fukuda, Nagasaki) یک منطقهٔ مسکونی در ژاپن است که در کیوشو واقع شده‌است.

## خصوصیات
فوکودا ۵٬۴۳۱ نفر جمعیت دارد.

## تاریخچه
روستای فوکودا در قلمروی اومورا قرار داشت، که توسط خاندان اومورا از قرن دوازدهم حکمرانی شده بود. خلیج فوکودا در سال ۱۵۶۵ پس از مذاکره و توافقی که اومورا سومیتادا و فرمانده نظامی فوکودا انجام شد بر روی بازرگانان پرتغالی باز شد. در نتیجه پس از توافق قرار شد تجارت با پرتغالی‌ها به دور از بندری که قبلاً پهلو می‌گرفتند یعنی هیرادو، ناگاساکی (یک خلیج دیگر در منطقه) که توسط خاندان ماتسورا کنترل می‌شد، انجام شود. در ۱۸ اکتبر همان سال نبرد خلیج فوکودا رخ داده است، که در آن یک ناوگان کوچک از کشتی‌های ژاپنی به رهبری ماتسورا تاکانوبو (۱۵۲۹-۱۵۹۹) به دو کشتی پرتغالی حمله که در بندر فوکودا پهلو گرفته بود حمله کردند.